# Distrikt Singa
Der Distrikt Singa liegt in der Provinz Huamalíes in der Region Huánuco in Westzentral-Peru. Der Distrikt wurde am 3. September 1913 gegründet. Er erstreckt sich über eine Fläche von 161 km². Im Distrikt wurden beim Zensus 2017 3240 Einwohner gezählt. Im Jahr 1993 lag die Einwohnerzahl bei 5035, im Jahr 2007 bei 4016. Sitz der Distriktverwaltung ist die 3615 m hoch gelegene Ortschaft Singa mit 1128 Einwohnern (Stand 2017). Singa befindet sich 18 km nördlich der Provinzhauptstadt Llata.

## Geographische Lage
Der Distrikt Singa liegt östlich der peruanischen Westkordillere im Westen der Provinz Huamalíes. Entlang der östlichen Distriktgrenze strömt der Río Marañón nach Norden. Dieser entwässert das Areal.
Der Distrikt Singa grenzt im Westen an die Distrikte Huacachi und Anra (beide in der Provinz Huari), im Norden und Nordosten an die Distrikte Huacchis und Rapayán (ebenfalls beide in der Provinz Huari), im Osten an den Distrikt Chavín de Pariarca, im Süden an den Distrikt Punchao sowie im Südwesten an den Distrikt Miraflores.

## Ortschaften
Im Distrikt gibt es neben dem Hauptort folgende größere Ortschaften:
- San Pedro de Marañón (315 Einwohner)
- Santa Rosa de Pampan (529 Einwohner)
- Viscas (366 Einwohner)